# Краван (Лоаре)
Краван (фр. Cravant) је насељено место у Француској у региону Центар, у департману Лоаре.
По подацима из 2011. године у општини је живело 955 становника, а густина насељености је износила 28,17 становника/km².

## Демографија
| 1962. | 1968. | 1975. | 1982. | 1990. | 2011. |
| ----- | ----- | ----- | ----- | ----- | ----- |
| 767   | 734   | 711   | 780   | 784   | 955   |